# Сімуліно
Сіму́ліно (рос. Симулино, марій. Тыгайсола) — присілок у складі Гірськомарійського району Марій Ел, Росія. Входить до складу Мікряковського сільського поселення.

## Населення
Населення — 23 особи (2010; 27 у 2002).
Національний склад (станом на 2002 рік):
- гірські марійці — 79 %